# Acquafraggia

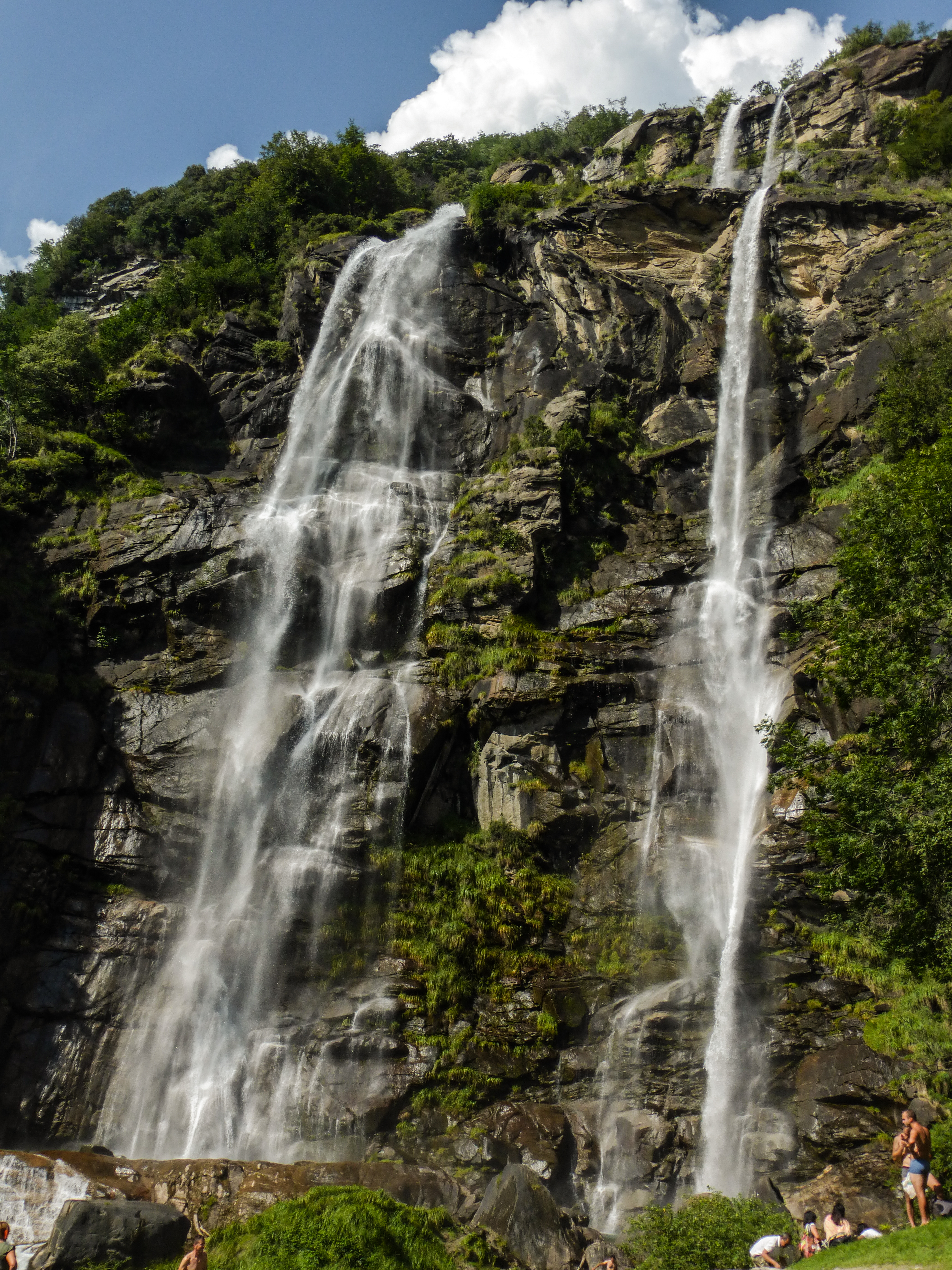
Cascata vista da vicino

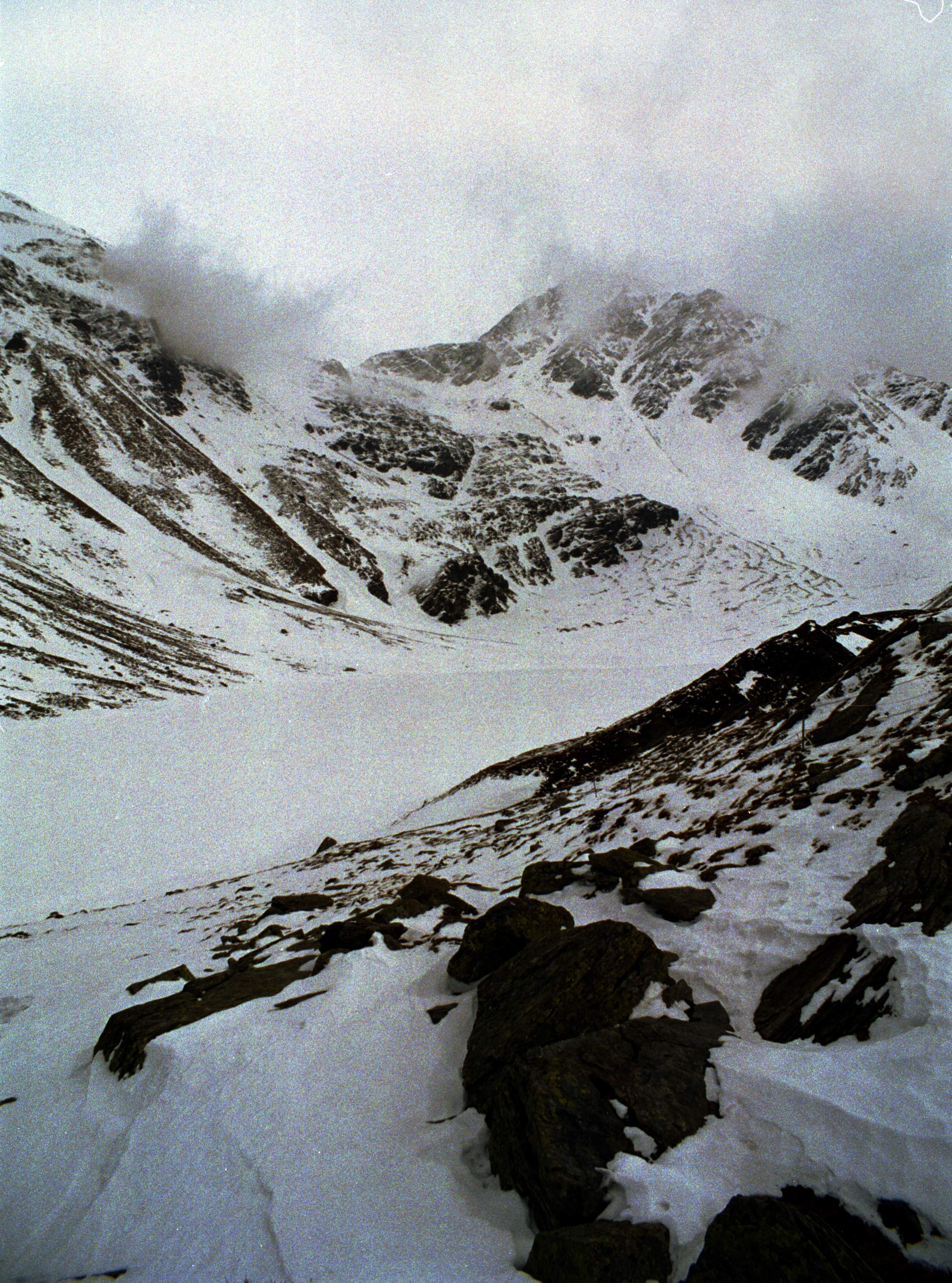
Il lago ghiacciato da cui nasce l'Acquafraggia

L'Acquafraggia (o Acqua Fraggia) è un torrente della Lombardia, che scorre in provincia di Sondrio. Nasce al confine con la Svizzera, dalle pendici della Cima di Lago, sullo spartiacque tra tributari del Mare del Nord e quelli del Mediterraneo e del Mar Nero, scorrendo poi in direzione nordest-sudovest nel territorio del comune di Piuro. Confluisce da destra nella Mera in località Borgonuovo.

## Storia
Il torrente Acquafraggia è di origine glaciale e prende il suo nome dal latino "Aqua Fracta" a sottolineare il suo corso impetuoso, ricco di salti d'acqua. Le sue caratteristiche cascate gemelle di fine corso sono state descritte, tra gli altri, dapprima nel Codice Atlantico di Leonardo da Vinci e poi da Cesare Cantù.
(Leonardo da Vinci, 1495 circa)
Nel 1984 la Regione Lombardia ha dichiarato protetta l'intera area.

## Geografia
Il torrente Acquafraggia scorre in una valle laterale della Val Bregaglia, la quale ha il tipico profilo a U delle valli di origine glaciale: questo sviluppo rende frequente la formazione di valli sospese, con corsi d'acqua che si riversano nella Mera con notevoli cascate.
Nello specifico la conformazione della valle dell'Acquafraggia vede la successione di due valli sospese: la prima ricomprende il lago a 2 043 metri, mentre la seconda inizia poco sopra l'alpeggio di Alpigia (a circa 1 700 metri) e include gli abitati di Savogno e Dasile.
Nell'ultimo tratto il torrente si fa strada prima con forre scavate dal suo impeto e infine con le già menzionate cascate, che superano l'ultimo scalino verso la Val Bregaglia, prima di confluire nella Mera. Alla base delle cascate cresce una rara specie di Pteris cretica.